# Штыря, Демьян Трофимович
Демьян Трофимович Штыря (07.10.1905 — 16.02.1970) — наводчик миномёта 838-го стрелкового полка (237-я стрелковая дивизия, 38-я армия, 1-й Украинский фронт), младший сержант, участник Великой Отечественной войны, кавалер ордена Славы трёх степеней.

## Биография
Родился 7 октября 1905 года в селе Тишки (ныне — Лубенского района Полтавской области Украины) в семье крестьянина. Украинец. Окончил 7 классов. Работал в колхозе плотником. С началом войны оставался на оккупированной территории.
В сентябре 1943 года был призван в Красную армию Лубянским райвоенкоматом. Весь боевой путь прошёл в рядах 838-го стрелкового полка 237-й стрелковой дивизии, воевал наводчиком миномёта. Первую боевую награду заслужил в боях Проскуровско-Черновицкой операции весной 1944 года.
10 апреля в бою у города Коропец (Тернопольская область) красноармеец Штыря точным огнём из миномёта накрыл цепи наступающей пехоты врага, уничтожил до 30 гитлеровцев и вынудил их отступить. 12 апреля у села Стенка (Бучачский район Тернопольской области) участвовал в отражении 4 контратак противника, поразив до 40 гитлеровцев и пулемётную точку. 15 апреля у села Космирин (тот же район) в критический момент боя, когда кончились мины, занял оборону со стрелками и огнём из личного оружия сразил больше 10 вражеских автоматчиков.
Приказом по частям 237-й стрелковой дивизии от 8 июня 1944 года (№ 15/н) красноармеец Штыря Демьян Трофимович награждён орденом Славы 3-й степени.
Летом 1944 года дивизия в составе 1-й гвардейской армии участвовала в Львовоско-Сандомирской операции. 21 июля 1944 года при прорыве обороны противника у села Думка (восточнее города Ивано-Франковск, Украина) младший сержант Штыря подавил 2 огневые точки и вывел из строя более 10 пехотинцев. 23 июля в бою у населённого пункта Бойки, ведя огонь с высокой точностью, заставил противника отойти. 31 июля в бою за село Надиев при отражении контратаки был ранен, но поле боя не покинул.
Приказом по войскам 1-й гвардейской армии от 24 октября 1944 года (№ 59/н) младший сержант Штыря Демьян Трофимович награждён орденом Славы 2-й степени.
После госпиталя вернулся в свою часть. В ноябре-декабре 1944 года дивизия вела бои в Карпатах, на берегах реки Бодрог (Словакия). 30 ноября 1944 года в бою на западном берегу реки Бодрог младший сержант Штыря при отражении контратаки противника точным огнём миномёта накрыл цепи атакующей пехоты, истребил более 10 гитлеровцев и заставил противника отступить. 2 декабря в районе села Чалюка, прикрывая наступление нашей пехоты, разбил 2 пулемётные точки, автомашину с боеприпасами и уничтожил до 10 гитлеровцев. Командиром полка был представлен к награждению орденом Славы 1-й степени, представление было поддержано командиром дивизии, но приказом командира 17-го гвардейского стрелкового корпуса награждён медалью «За отвагу».
В начале 1945 года дивизия вела бои за освобождение Чехословакии и Польши, участвовала в Западно-Карпатской операции. 12 февраля 1945 года у населённого пункта Мендзыжече (7 км северо-западнее города Бельско-Бяла, Польша) младший сержант Штыря при отражении контратаки метким огнём уничтожил 3 пулемётные точки, заставил противника залечь, а затем отойти на занимаемые ранее позиции. 13 февраля севернее населённого пункта Лазы (12 км западнее города Бельско Бяла) прямым попаданием разрушил вражеский наблюдательный пункт в доме истребил до 10 гитлеровцев.
Указом Президиума Верховного Совета СССР от 19 июня 1945 года младший сержант Штыря Демьян Трофимович награждён орденом Славы 1-й степени. Стал полным кавалером ордена Славы.
В августе 1945 года старшина Штыря был демобилизован. Вернулся в родное село Тишки (ныне — Лубенского района Полтавской области Украины). Работал плотником в колхозе.
Умер 16 февраля 1970 года. Похоронен на Украине.

## Награды
- Орден Славы 1-й степени (19.06.1945)[3]
- Орден Славы 2-й степени (24.10.1944)[4]
- Орден Славы 3-й степени (08.06.1944)[5]
- Медаль «За отвагу» (21.12.1944)[6]
- Медаль «За победу над Германией в Великой Отечественной войне 1941—1945 гг.» (9 мая 1945[7])
- Юбилейная медаль «Двадцать лет Победы в Великой Отечественной войне 1941—1945 гг.» (7 мая 1965[8])